# Ayrum
Ayrum (en arménien Այրում) est une ville d'Arménie située dans le marz de Tavush. Située à 206 km d'Erevan, cette ville dont l'économie repose principalement sur le commerce de détail compte en 2008 2 381 habitants.